# Доение

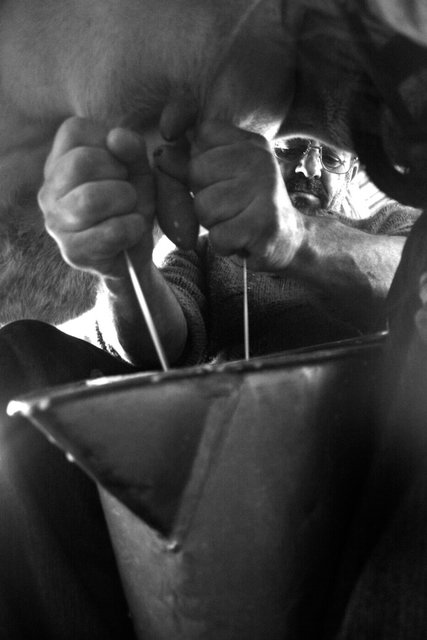
Доение коровы вручную

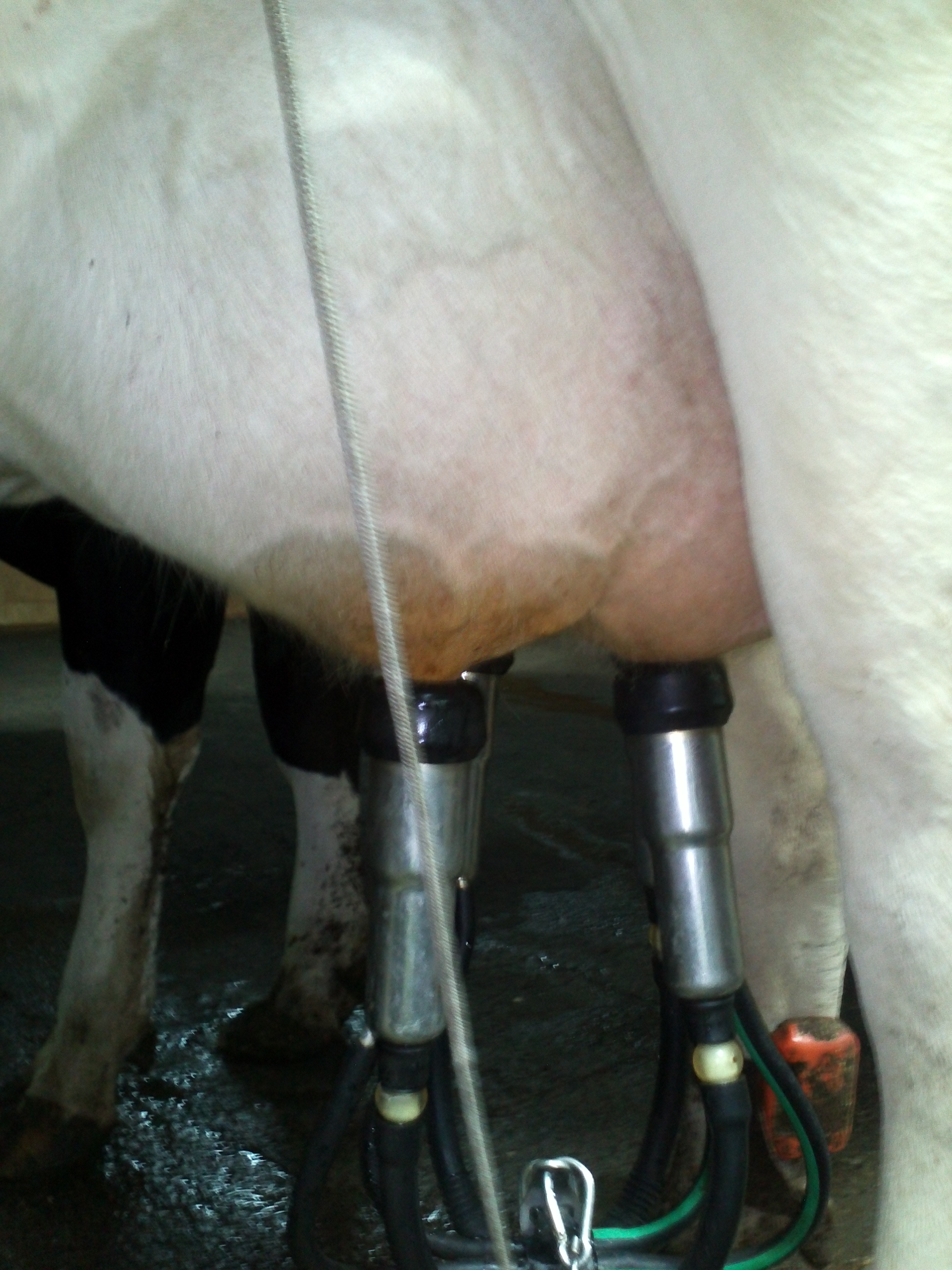
Вакуумно-машинное доение коровы

Дое́ние — процесс получения молока из вымени лактирующих сельскохозяйственных животных (коров, коз, лошадей, овец и пр.).
Молоко образуется в вымени и удерживается за счёт капиллярности железы, устройству протоков и наличию в сосках сфинктеров. Доение происходит по сложной рефлексивной схеме: при раздражении нервных окончаний вымени сфинктеры сосков расслабляются, гладкие мышцы вымени сокращаются, и становится возможным выведение молока.
Со временем развиваются условные рефлексы, связывающие отдачу молока с окружающей обстановкой (появление доярки, шум доильной установки); резкий шум может тормозить рефлекс.
Возможно как машинное, так и ручное доение, при этом физиологически более благоприятно машинное доение (выдаиваются все четыре доли вымени, а не две, как при ручном доении). При ручном доении правильно выдаивать половины вымени не последовательно, а сменяясь. Обычно доение коров осуществляется 2-3 раза в день (3-4 при высокой продуктивности). Кобыл доят каждые 2 часа.
Существует профессия оператор машинного доения.
Среди профессиональных заболеваний доярок — характерные для всех животноводческих профессий аллергические дерматиты, пневмониты («лёгкое фермера»), синдром токсичности органической пыли (СТОП), зоонозы (в частности, бруцеллёз, «узелки доярщиц» вызываемый вирусом паравакцины (ложной коровьей оспы)), у доярок ручного доения ещё и синдром запястного канала связанный с длительной нагрузкой на сухожильные влагалища канала запястья.
О доярке есть игра Milkmaid of the Milky Way.